# Коларовиці
Коларовиці — (словац. Kolárovice), село (обец) в складі Окресу Битча розташоване в Жилінському краї Словаччини. Перша згадка про обец датована 1312 роком. До його складу ще входять обци-осади: Шкоруби, Чяков, Коритне, Бабіше
Обец Коларовиці розташований в географічному регіоні Словаччини — на Під'яворницькому підвищенні (Podjavorníckej vrchovine) в його східній частині орієнтовне розташування — супутникові знімки [Архівовано 25 серпня 2011 у WebCite]. Обец розтягнувся по всій долині Коларовецького потоку, що впадає до Вагу (його відвідного каналу — Гріцовського), та займає площу в 2753 гектари з 1890 мешканцями. Розміщений орієнтовно на висоті в 330 метр над рівнем моря, відоме своїми природними, рекреаційними ресурсами.
Протікає Коларовицький потік.

## Населення
| Рік:            | 1994. | 2004.   | 2014.   | 2024.   |
| --------------- | ----- | ------- | ------- | ------- |
| Кількість осіб: | 1960  | 1890    | 1825    | 1786    |
| Різниця:        |       | -3,57 % | -3,43 % | -2,13 % |

| Рік:            | 2023. | 2024.   |
| --------------- | ----- | ------- |
| Кількість осіб: | 1793  | 1786    |
| Різниця:        |       | -0,39 % |